# Lokomotiw-NN Niżny Nowogród
Lokomotiw-NN Niżny Nowogród (ros. ФК «Локомотив-НН» Нижний Новгород) – rosyjski klub piłkarski z siedzibą w Niżnym Nowogrodzie.

## Historia
Chronologia nazw:
- 1917: Drużyna stacji Niżny Nowogród (ros. Команда станции Нижний Новгород)
- 1918-1922: Czerwonka Niżny Nowogród (ros. «Червонка» Нижний Новгород)
- 1923-1930: KŻ Spartak Niżny Nowogród (ros. Клуб Железнодорожников «Спартак» Нижний Новгород)
- 1931: Tiaga Niżny Nowogród (ros. «Тяга» Нижний Новгород)
- 1932-1935: Żeleznodorożniki Gorki (ros. «Железнодорожники» Горький)
- 1987-1991: Lokomotiw Gorki (ros. «Локомотив» Горький)
- 1992: Lokomotiw-Eretisport Niżny Nowogród (ros. «Локомотив-Эрэтиспорт» Нижний Новгород)
- 1993: Lokomotiw-Sportsmien Niżny Nowogród (ros. «Локомотив-Спортсмен» Нижний Новгород)
- 1994-2001: Lokomotiw Niżny Nowogród (ros. «Локомотив» Нижний Новгород)
- 2002: Lokomotiw-GŻD Niżny Nowogród (ros. «Локомотив-ГЖД» Нижний Новгород)
- 2002-2005: Lokomotiw-NN Niżny Nowogród (ros. «Локомотив-НН» Нижний Новгород)

Założony w 1916. W 1935 został rozwiązany. W 1987 reaktywowany. Po sezonie 1992–1997 oraz 1999–2000 klub występował w rosyjskiej najwyższej lidze. W 2005 został ponownie rozformowany.

## Europejskie puchary
Legenda do wszystkich tabel:
- Q – runda eliminacyjna, 1/16, 1/8, 1/4, 1/2 – odpowiednia faza rozgrywek, Grupa – runda grupowa, 1r gr – pierwsza runda grupowa, 2r gr – druga runda grupowa, F – finał, R – runda, PO – play-off
- k. – rzuty karne, los. – losowanie, Dogr. – dogrywka, w. – zasada bramek strzelonych na wyjeździe

| Sezon | Rozgrywki        | Runda    | Przeciwnik    | Dom | Wyjazd | Ogólnie    |
| ----- | ---------------- | -------- | ------------- | --- | ------ | ---------- |
| 1997  | Puchar Intertoto | Grupa 11 | Proleter      | 1–0 |        | 1. miejsce |
| 1997  | Puchar Intertoto | Grupa 11 | NK Celje      |     | 2–1    | 1. miejsce |
| 1997  | Puchar Intertoto | Grupa 11 | Antalyaspor   | 1–0 |        | 1. miejsce |
| 1997  | Puchar Intertoto | Grupa 11 | Maccabi Hajfa |     | 4–0    | 1. miejsce |
| 1997  | Puchar Intertoto | 1/2      | Halmstad      | 0–0 | 0–1    | 0–1        |